# Церква Бевердал
Церква Бевердал (норв. Bøverdal kyrkje) — парафіяльна церква Церкви Норвегії в муніципалітеті Лом у графстві Іннландет, Норвегія. Вона розташована у селі Ґальдесанден. Це церква парафії Бевердал, яка є частиною Норд-Гудбрандсдал прості (деканату) єпархії Гамар. Коричнева дерев'яна церква була побудована у восьмикутній формі в 1864 році за планами, розробленими архітектором Еріком Педерсеном Рустеном. Церква вміщує близько 125 осіб.

## Історія
Перша церква в Галдесандені була, ймовірно, дерев'яною та побудована в XIV столітті. Ця будівля була фермерською каплицею для долини Бевердален. Ймовірно, у 1500-х роках церква була зруйнована великою повінню, через що село кілька сотень років було без церкви. Лише в 1860-х роках була побудована нова за проєктом фермера Еріка Педерсена Рустена, який багато років був рушійною силою будівництва церкви. Провідним будівельником був Якоб Йонсен Сторлієн з Довре. Восени 1862 року було розпочато зведення фундаментної стіни, а 22 серпня 1864 року церкву було освячено. Нова будівля являє собою дерев'яну восьмикутну будівлю з дзвіницею і невисоким шпилем на кам'яному фундаменті.

## Галерея

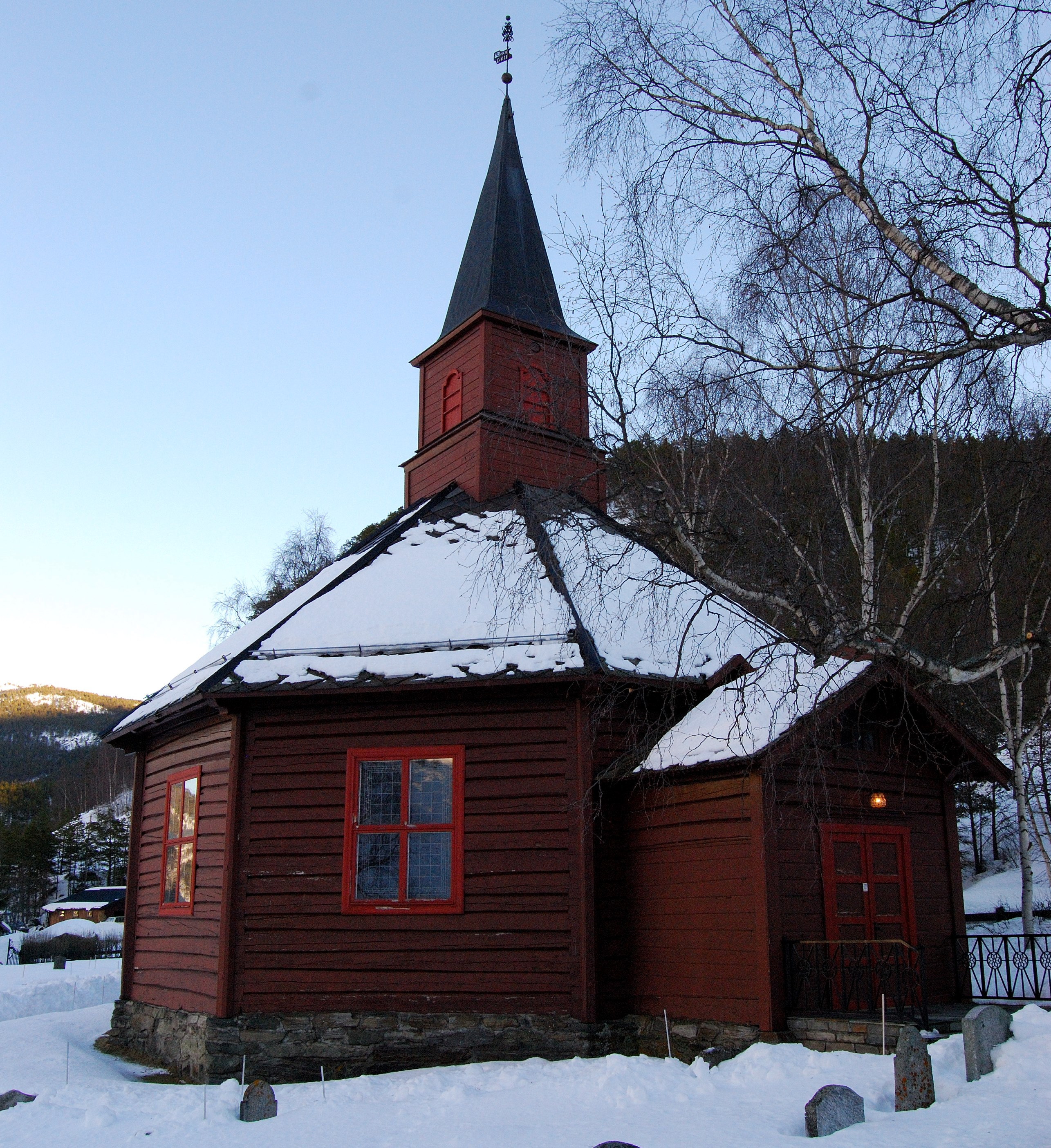
Церква у 2008 році
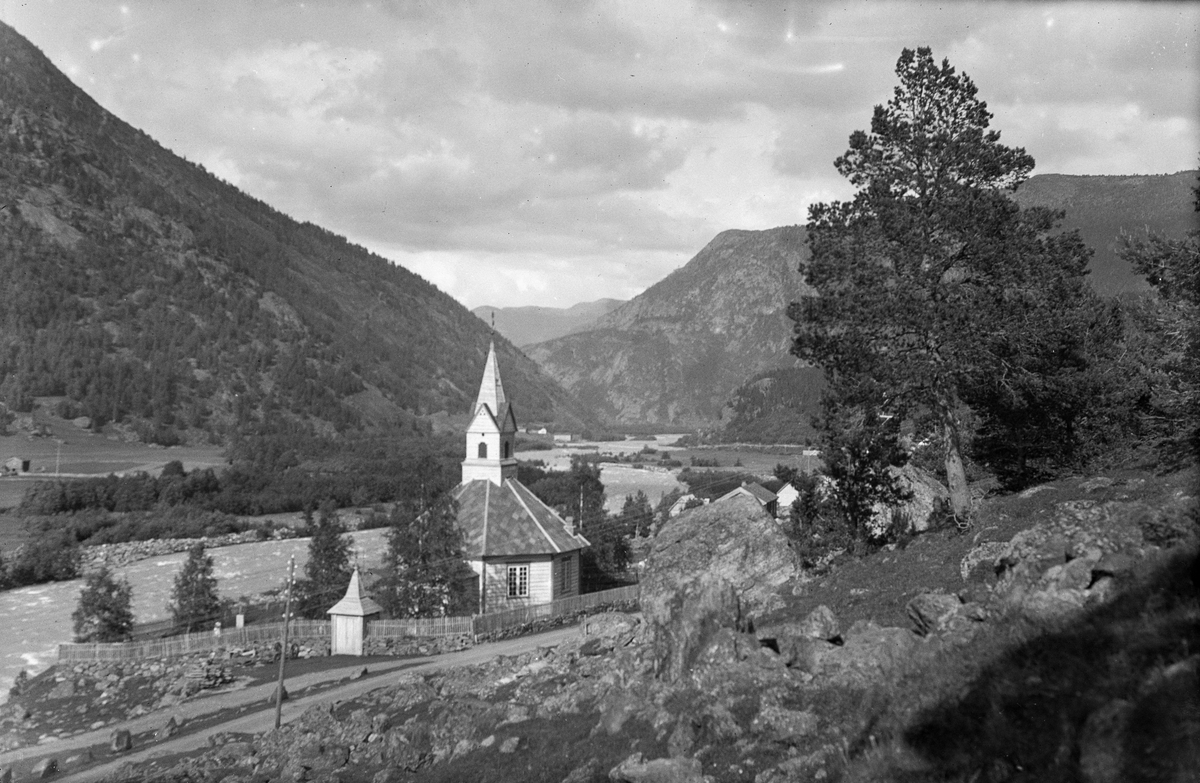
Будівля церкви у 1927 році
Церква між 1890 та 1910 роками